# Natação no Campeonato Mundial de Esportes Aquáticos de 2013 - 50 m peito masculino
A prova dos 50 metros peito masculino da natação no Campeonato Mundial de Esportes Aquáticos de 2013 ocorreu entre os dias 30 de julho e 31 de julho no Palau Sant Jordi  em Barcelona.

## Recordes
Antes desta competição, os recordes mundiais e do campeonato nesta prova eram os seguintes:
| Tipo                  | Atleta                | Tempo | Local | Data                |
| --------------------- | --------------------- | ----- | ----- | ------------------- |
|                       | Cameron van der Burgh | 26.67 | Roma  | 29 de julho de 2009 |
| Recorde do campeonato | Cameron van der Burgh | 26.67 | Roma  | 29 de julho de 2009 |

## Medalhistas
| Ouro                        | Prata                    | Bronze             |
| Cameron van der Burgh (RSA) | Christian Sprenger (AUS) | Giulio Zorzi (RSA) |

## Resultados

### Eliminatórias
Esses foram os resultados das eliminatórias.
| Pos. | Bateria | Raia | Nadador                | Nacionalidade  | Tempo | Notas            |
| ---- | ------- | ---- | ---------------------- | -------------- | ----- | ---------------- |
| 1    | 8       | 6    | Cameron van der Burgh  | África do Sul  | 26.78 | Q                |
| 2    | 7       | 7    | Felipe Lima            | Brasil         | 27.11 | Q                |
| 3    | 8       | 4    | Glenn Snyders          | Nova Zelândia  | 27.27 | Q                |
| 4    | 9       | 4    | Christian Sprenger     | Austrália      | 27.30 | Q                |
| 5    | 7       | 6    | Kirill Strelnikov      | Rússia         | 27.36 | Q                |
| 6    | 9       | 7    | Giulio Zorzi           | África do Sul  | 27.37 | Q                |
| 7    | 9       | 9    | Gu Biaorong            | China          | 27.38 | Q                |
| 8    | 7       | 4    | João Luiz Gomes Júnior | Brasil         | 27.39 | Q                |
| 9    | 8       | 9    | Kosuke Kitajima        | Japão          | 27.43 | Q                |
| 10   | 9       | 5    | Kevin Steel            | Estados Unidos | 27.45 | Q                |
| 11   | 7       | 0    | Dawid Szulich          | Polónia        | 27.48 | Q,               |
| 11   | 9       | 3    | Damir Dugonjič         | Eslovênia      | 27.48 | Q                |
| 13   | 7       | 5    | Mattia Pesce           | Itália         | 27.52 | Q                |
| 13   | 9       | 6    | Barry Murphy           | Irlanda        | 27.52 | Q                |
| 15   | 7       | 2    | Johannes Skagius       | Suécia         | 27.57 | Q,               |
| 16   | 9       | 8    | Eetu Karvonen          | Finlândia      | 27.58 | Q                |
| 17   | 7       | 3    | Hendrik Feldwehr       | Alemanha       | 27.59 |                  |
| 18   | 8       | 5    | Fabio Scozzoli         | Itália         | 27.60 |                  |
| 19   | 8       | 8    | Yury Klemparski        | Bielorrússia   | 27.61 | Recorde nacional |
| 20   | 7       | 1    | Brenton Rickard        | Austrália      | 27.66 |                  |

| Ver o restante da classificação | Ver o restante da classificação | Ver o restante da classificação | Ver o restante da classificação | Ver o restante da classificação | Ver o restante da classificação | Ver o restante da classificação |
| Pos.                            | Bateria                         | Raia                            | Nadador                         | Nacionalidade                   | Tempo                           | Notas                           |
| ------------------------------- | ------------------------------- | ------------------------------- | ------------------------------- | ------------------------------- | ------------------------------- | ------------------------------- |
| 21                              | 8                               | 3                               | Kevin Cordes                    | Estados Unidos                  | 27.69                           |                                 |
| 22                              | 5                               | 3                               | Miguel Ferreira                 | Venezuela                       | 27.78                           |                                 |
| 22                              | 7                               | 9                               | Richard Funk                    | Canadá                          | 27.78                           |                                 |
| 22                              | 9                               | 1                               | Giacomo Perez d'Ortona          | França                          | 27.78                           |                                 |
| 25                              | 8                               | 1                               | Čaba Silađi                     | Sérvia                          | 27.80                           |                                 |
| 25                              | 8                               | 7                               | Ioannis Karpouzlis              | Grécia                          | 27.80                           |                                 |
| 27                              | 6                               | 0                               | Petr Bartůněk                   | Chéquia                         | 27.84                           |                                 |
| 28                              | 6                               | 4                               | Edgar Crespo                    | Panamá                          | 27.89                           |                                 |
| 29                              | 8                               | 2                               | Giedrius Titenis                | Lituânia                        | 27.93                           |                                 |
| 30                              | 9                               | 2                               | Ross Murdoch                    | Reino Unido                     | 28.00                           |                                 |
| 31                              | 6                               | 2                               | Martin Schweizer                | Suíça                           | 28.01                           |                                 |
| 32                              | 6                               | 5                               | Demir Atasoy                    | Turquia                         | 28.04                           | Recorde nacional                |
| 33                              | 6                               | 9                               | Ihor Borysyk                    | Ucrânia                         | 28.07                           |                                 |
| 33                              | 8                               | 0                               | Panteleimon Pantis              | Grécia                          | 28.07                           |                                 |
| 35                              | 5                               | 8                               | Sandeep Sejwal                  | Índia                           | 28.12                           |                                 |
| 36                              | 5                               | 7                               | Malick Fall                     | Senegal                         | 28.15                           |                                 |
| 37                              | 5                               | 9                               | Carlos Almeida                  | Portugal                        | 28.16                           | Recorde nacional                |
| 37                              | 6                               | 6                               | Jorge Murillo                   | Colômbia                        | 28.16                           | =                               |
| 39                              | 6                               | 7                               | Nikolajs Maskalenko             | Letônia                         | 28.20                           |                                 |
| 40                              | 6                               | 3                               | Martin Melconian                | Uruguai                         | 28.21                           | Recorde nacional                |
| 41                              | 6                               | 8                               | Abraham McLeod                  | Trinidad e Tobago               | 28.26                           |                                 |
| 42                              | 5                               | 5                               | Shin Hyeong-Keun                | Coreia do Sul                   | 28.29                           |                                 |
| 43                              | 5                               | 0                               | David Oliver Mercado            | México                          | 28.39                           |                                 |
| 43                              | 6                               | 1                               | Marek Botík                     | Eslováquia                      | 28.39                           |                                 |
| 45                              | 4                               | 7                               | Joshua Hall                     | Filipinas                       | 28.48                           |                                 |
| 45                              | 5                               | 1                               | Imri Ganiel                     | Israel                          | 28.48                           |                                 |
| 47                              | 5                               | 6                               | Wong Chun Yan                   | Hong Kong                       | 28.69                           |                                 |
| 48                              | 5                               | 4                               | Martin Liivamägi                | Estónia                         | 28.82                           |                                 |
| 49                              | 4                               | 4                               | Vladislav Mustafin              | Uzbequistão                     | 28.97                           |                                 |
| 50                              | 4                               | 5                               | Kirill Vais                     | Quirguistão                     | 29.15                           |                                 |
| 51                              | 4                               | 8                               | James Lawson                    | Zimbabwe                        | 29.22                           |                                 |
| 52                              | 4                               | 3                               | Omiros Zagkas                   | Chipre                          | 29.29                           |                                 |
| 53                              | 4                               | 0                               | Radomyos Matjiur                | Tailândia                       | 29.41                           |                                 |
| 54                              | 4                               | 1                               | Abdulrahman Al-Bader            | Kuwait                          | 29.47                           |                                 |
| 55                              | 5                               | 2                               | Shaun Yap                       | Malásia                         | 29.58                           |                                 |
| 56                              | 3                               | 5                               | Benjamin Schulte                | Guam                            | 29.61                           |                                 |
| 57                              | 4                               | 2                               | Rafael van Leeuwaarde           | Suriname                        | 29.66                           |                                 |
| 58                              | 4                               | 6                               | Mubarak Al-Besher               | Emirados Árabes Unidos          | 29.74                           |                                 |
| 59                              | 4                               | 9                               | Jesús Flores                    | Honduras                        | 29.76                           |                                 |
| 60                              | 3                               | 2                               | Andrew Rutherfurd               | Bolívia                         | 30.29                           |                                 |
| 61                              | 3                               | 7                               | Wael Koubrousli                 | Líbano                          | 30.44                           |                                 |
| 62                              | 3                               | 1                               | Serginni Marten                 | Antilhas Holandesas             | 30.89                           |                                 |
| 63                              | 3                               | 8                               | Bradford Worrell                | Santa Lúcia                     | 31.00                           | Recorde nacional                |
| 64                              | 2                               | 5                               | Pierre-Andre Adam               | Seicheles                       | 31.31                           |                                 |
| 65                              | 2                               | 2                               | Troy Kojenlang                  | Ilhas Marshall                  | 31.38                           |                                 |
| 66                              | 3                               | 0                               | Muhammad Isa Ahmad              | Brunei                          | 31.68                           |                                 |
| 67                              | 3                               | 9                               | Batsaikhan Dulguun              | Mongólia                        | 31.76                           |                                 |
| 68                              | 2                               | 3                               | Earlando McRae                  | Guiana                          | 32.24                           |                                 |
| 69                              | 2                               | 7                               | Hemthon Ponloeu                 | Camboja                         | 32.41                           |                                 |
| 70                              | 2                               | 4                               | Ekirikubinza Tibatemwa          | Uganda                          | 33.85                           |                                 |
| 71                              | 2                               | 6                               | Lin Tin Kyaw                    | Myanmar                         | 33.89                           |                                 |
| 72                              | 1                               | 5                               | Mohamed Cheic Camara            | Guiné                           | 34.24                           |                                 |
| 73                              | 3                               | 3                               | Ashraf Hassan                   | Maldivas                        | 34.58                           |                                 |
| 74                              | 1                               | 3                               | Thierry Sawadogo                | Burquina Fasso                  | 34.60                           |                                 |
| 75                              | 3                               | 6                               | Abdourahman Osman               | Djibuti                         | 34.93                           |                                 |
| 76                              | 2                               | 1                               | Nikolas Sylvester               | São Vicente e Granadinas        | 35.68                           |                                 |
| 77                              | 2                               | 8                               | Yokubdzhon Umarov               | Tajiquistão                     | 36.50                           |                                 |
| 78                              | 1                               | 4                               | Sahr James                      | Serra Leoa                      | 37.26                           |                                 |
| 79                              | 3                               | 4                               | Kurt Oniangue                   | República do Congo              | 39.98                           |                                 |
| 80                              | 2                               | 0                               | Moctar Albachir                 | Níger                           | 43.58                           |                                 |
| 81                              | 2                               | 9                               | Boubou Togo                     | Mali                            | 99.98                           | DSQ                             |
| 81                              | 7                               | 8                               | Li Xiayan                       | China                           | 99.98                           | DSQ                             |
| 81                              | 9                               | 0                               | Tshisungu Kalala                | República Democrática do Congo  | 99.98                           | DSQ                             |

### Semifinal
Esses foram os resultados das semifinais.
Semifinal 1
| Pos. | Raia | Nadador                | Nacionalidade  | Tempo | Notas |
| ---- | ---- | ---------------------- | -------------- | ----- | ----- |
| 1    | 7    | Damir Dugonjič         | Eslovênia      | 26.83 | Q,    |
| 2    | 6    | João Luiz Gomes Júnior | Brasil         | 27.05 | Q     |
| 3    | 5    | Christian Sprenger     | Austrália      | 27.10 | Q     |
| 4    | 3    | Giulio Zorzi           | África do Sul  | 27.44 | Q     |
| 5    | 4    | Felipe Lima            | Brasil         | 27.48 |       |
| 6    | 2    | Kevin Steel            | Estados Unidos | 27.60 |       |
| 7    | 1    | Barry Murphy           | Irlanda        | 27.78 |       |
|      | 8    | Eetu Karvonen          | Finlândia      |       | DSQ   |

Semifinal 2
| Pos. | Raia | Nadador               | Nacionalidade | Tempo | Notas |
| ---- | ---- | --------------------- | ------------- | ----- | ----- |
| 1    | 4    | Cameron van der Burgh | África do Sul | 26.81 | Q     |
| 2    | 8    | Johannes Skagius      | Suécia        | 27.16 | Q,    |
| 3    | 5    | Glenn Snyders         | Nova Zelândia | 27.22 | Q     |
| 4    | 1    | Mattia Pesce          | Itália        | 27.42 | Q     |
| 5    | 6    | Gu Biaorong           | China         | 27.53 |       |
| 5    | 7    | Dawid Szulich         | Polónia       | 27.53 |       |
| 7    | 3    | Kirill Strelnikov     | Rússia        | 27.75 |       |
| 8    | 2    | Kosuke Kitajima       | Japão         | 27.82 |       |

### Final
Esse foi o resultado da final. 
| Pos.              | Raia | Nadador                | Nacionalidade | Tempo | Notas |
| ----------------- | ---- | ---------------------- | ------------- | ----- | ----- |
| Medalha de ouro   | 4    | Cameron van der Burgh  | África do Sul | 26.77 |       |
| Medalha de prata  | 6    | Christian Sprenger     | Austrália     | 26.78 |       |
| Medalha de bronze | 8    | Giulio Zorzi           | África do Sul | 27.04 |       |
| 4                 | 5    | Damir Dugonjič         | Eslovênia     | 27.05 |       |
| 5                 | 3    | João Luiz Gomes Júnior | Brasil        | 27.20 |       |
| 6                 | 7    | Glenn Snyders          | Nova Zelândia | 27.21 |       |
| 7                 | 2    | Johannes Skagius       | Suécia        | 27.48 |       |
| 8                 | 1    | Mattia Pesce           | Itália        | 27.53 |       |

Legenda
| Recorde mundial       | Recorde mundial (World record)               |                       | Recorde africano                      | Recorde africano (African) |                                           | Q | Classificado por posição (Qualified) |
| Recorde do campeonato | Recorde do campeonato (Championship record)  | Recorde da América    | Recorde da América (Americas)         | q                          | Classificado por melhor tempo (Qualified) |   |                                      |
| Melhor marca do ano   | Melhor marca do ano (World leading)          | Recorde asiático      | Recorde asiático (Asian)              | DNS                        | Não largou (Did not start)                |   |                                      |
| Recorde nacional      | Recorde nacional (National record)           | Recorde europeu       | Recorde europeu (European)            | DNF                        | Não terminou (Did not finish)             |   |                                      |
| Recorde pessoal       | Recorde pessoal do atleta (Personal best)    | Recorde da Oceania    | Recorde da Oceania (Oceania)          | DSQ / DQ                   | Desclassificado (Disqualified)            |   |                                      |
| Recorde da temporada  | Recorde da temporada do atleta (Season best) | Recorde sul-americano | Recorde sul-americano (South America) | NM                         | Sem marca (No mark)                       |   |                                      |